# ロペデヴェガ
ロペデヴェガ（Lope De Vega　2007年2月19日 - ）はフランス調教の競走馬。おもな勝ち鞍は2010年のプール・デッセ・デ・プーラン、ジョッケクルブ賞。ドイツのアマーラント牧場が（ハリケーンランと同様に）アイルランドで生産した。

## 戦績

### 2009年（2歳）
シャンティイ調教場のアンドレ・ファーブル厩舎で調教を受け、デビュー戦から2連勝。重賞初挑戦のジャン・リュック・ラガルデール賞 (G1)は4着に敗れ、3戦2勝で2歳シーズンを終える。

### 2010年（3歳）
3歳初戦のフォンテンブロー賞 (G3) で3着に敗れたあと、プール・デッセ・デ・プーラン、ジョッケクルブ賞とG1競走を連勝。6月6日のジョッケクルブ賞では、前日6月5日のエプソムダービーを7馬身差でレコード勝ちしたワークフォースをダンテステークスで破っていたCape Blancoを10着に退けている。ジョッケクルブ賞のあとマイル路線に戻り、ジャンプラ賞に1番人気で出走したが最下位の8着に敗れ、続くムーラン・ド・ロンシャン賞でもブービーの5着に沈んだ。10月3日の凱旋門賞では中団追走も最後の直線入り口でダンカンに弾かれる不利が響き12位入線11着に終わった。
凱旋門賞を最後に現役引退、2011年からアイルランドのバリーリンチスタッドで種牡馬となり、秋にはオーストラリアのパティナックファームにシャトルされることになった。初年度の種付け料は1万5000ユーロ。

## 競走成績
| 出走日      | 競馬場       | 競走名                           | 格 | 距離    | 着順 | 騎手         | 着差       | 1着（2着）馬       |
| ----------- | ------------ | -------------------------------- | -- | ------- | ---- | ------------ | ---------- | ------------------ |
| 2009.08.26  | ドーヴィル   | モンテギュ賞                     |    | 芝1500m | 1着  | M.ギュイヨン | 2 1/2馬身  | (Mubtassim)        |
| 2009.09.13  | ロンシャン   | アル・ホール賞                   |    | 芝1400m | 1着  | M.ギュイヨン | 2 1/2馬身  | （Heaven's Heart） |
| 2009.10.04  | ロンシャン   | ジャン・リュック・ラガルデール賞 | G1 | 芝1600m | 4着  | M.ギュイヨン | 2 3/4馬身  | Siyouni            |
| 2010.04.25  | ロンシャン   | フォンテンブロー賞               | G3 | 芝1600m | 3着  | M.ギュイヨン | 1/2馬身    | Rajsaman           |
| 2010.05.16  | ロンシャン   | プール・デッセ・デ・プーラン     | G1 | 芝1600m | 1着  | M.ギュイヨン | 1/2馬身    | (Dick Turpin)      |
| 2010.06.06  | シャンティイ | ジョッケクルブ賞                 | G1 | 芝2100m | 1着  | M.ギュイヨン | 3馬身      | (Planteur)         |
| 2010.07.04  | シャンティイ | ジャンプラ賞                     | G1 | 芝1600m | 8着  | M.ギュイヨン | 12 1/2馬身 | Dick Turpin        |
| 2010.09.05  | ロンシャン   | ムーラン・ド・ロンシャン賞       | G1 | 芝1600m | 5着  | M.ギュイヨン | 3馬身      | Fuisse             |
| 2010.10. 03 | ロンシャン   | 凱旋門賞                         | G1 | 芝2400m | 11着 | M.ギュイヨン | 15馬身     | Workforce          |

## 種牡馬時代
主な産駒
- ベラード（Belardo） - 2014年デュハーストステークス、2016年ロッキンジステークス
- ジェマイエル（Jemayel） - 2016年サンタラリ賞
- フェニックスオブスペイン（Phoenix of Spain） - 2016年アイリッシュ2000ギニー
- キャプラテンプトレス（Capla Temptress） - 2017年ナタルマステークス
- ヴェガマジック（Vega Magic） - 2017年グッドウッドハンデキャップ、メムジーステークス
- サンタアナレーン（Santa Ana Lane） - 2017年インヴィテーションステークス、2018年グッドウッドハンデキャップ、ストラドブロークハンデキャップ、スプリントクラシック
- ザライトマン（The Right Man） - 2017年アルクォズスプリント
- ニュースペーパーオブレコード（Newspaperofrecord） - 2018年ブリーダーズカップ・ジュヴェナイルフィリーズターフ、2020年ジャストアゲームステークス
- ザビールプリンス（Zabeel Prince） - 2019年イスパーン賞
- ラッキーヴェガ（Lucky Vega） - 2020年フェニックスステークス
- アントパール（Aunt Pearl） - 2020年ブリーダーズカップ・ジュヴェナイルフィリーズターフ
- ベガワン（Vega One） - 2021年キングスフォードスミスカップ
- ハイポセティカル（Hypothetical） - 2022年マクトゥームチャレンジラウンド3
- ドリームローパー（Dreamloper） - 2022年イスパーン賞、ムーラン・ド・ロンシャン賞
- スウィートレディ（Sweet Lady） - 2022年ヴェルメイユ賞
- プレイスドゥカルーゼル（Place Du Carrousel） - 2022年オペラ賞
- アラパホ（Arapaho） - 2023年タンクレッドステークス、2025年シドニーカップ
- プログラムトレーディング（Program Trading） - 2023年サラトガダービー、ハリウッドダービー、2024年オールドフォレスター・ターフクラシックステークス
- ルーヒヤ（Rouhiya） - 2024年プール・デッセ・デ・プーリッシュ
- ルックデベガ（Look De Vega） - 2024年ジョッケクルブ賞
- カールスパックラー（Carl Spackler） - 2024年フォースターデイヴハンデキャップ、クールモアターフマイルステークス、2025年メーカーズマークマイルステークス
- シャドウオブライト（Shadow Of Light） - 2024年ミドルパークステークス、デューハーストステークス
- デュークデセッサ（Duke De Sessa） - 2024年コーフィールドカップ

## 血統表
| ロペデヴェガの血統（ストームキャット系 / Machiavellian3×3=25.0%） | ロペデヴェガの血統（ストームキャット系 / Machiavellian3×3=25.0%） | ロペデヴェガの血統（ストームキャット系 / Machiavellian3×3=25.0%） | （血統表の出典）     | （血統表の出典） |
| 父 Shamardal 2002 鹿毛                                            | 父の父Giant's Causeway 1997 栗毛                                  | Storm Cat                                                         | Storm Bird           | Storm Bird       |
| 父 Shamardal 2002 鹿毛                                            | 父の父Giant's Causeway 1997 栗毛                                  | Storm Cat                                                         | Terlingua            |                  |
| 父 Shamardal 2002 鹿毛                                            | 父の父Giant's Causeway 1997 栗毛                                  | Mariah's Storm                                                    | Rahy                 | Rahy             |
| 父 Shamardal 2002 鹿毛                                            | 父の父Giant's Causeway 1997 栗毛                                  | Mariah's Storm                                                    | Immense              |                  |
| 父 Shamardal 2002 鹿毛                                            | 父の母Helsinki 1993 鹿毛                                          | Machiavellian                                                     | Mr. Prospector       | Mr. Prospector   |
| 父 Shamardal 2002 鹿毛                                            | 父の母Helsinki 1993 鹿毛                                          | Machiavellian                                                     | Coup de Folie        |                  |
| 父 Shamardal 2002 鹿毛                                            | 父の母Helsinki 1993 鹿毛                                          | Helen Street                                                      | Troy                 | Troy             |
| 父 Shamardal 2002 鹿毛                                            | 父の母Helsinki 1993 鹿毛                                          | Helen Street                                                      | Waterway             |                  |
| 母 Lady Vettori 1997 鹿毛                                         | 母の父Vettori 1992 鹿毛                                           | Machiavellian                                                     | Mr. Prospector       | Mr. Prospector   |
| 母 Lady Vettori 1997 鹿毛                                         | 母の父Vettori 1992 鹿毛                                           | Machiavellian                                                     | Coup de Folie        |                  |
| 母 Lady Vettori 1997 鹿毛                                         | 母の父Vettori 1992 鹿毛                                           | Air Distingue                                                     | Sir Ivor             | Sir Ivor         |
| 母 Lady Vettori 1997 鹿毛                                         | 母の父Vettori 1992 鹿毛                                           | Air Distingue                                                     | Euryanthe            |                  |
| 母 Lady Vettori 1997 鹿毛                                         | 母の母Lady Golconad 1992 栗毛                                     | Kendor                                                            | kenmare              | kenmare          |
| 母 Lady Vettori 1997 鹿毛                                         | 母の母Lady Golconad 1992 栗毛                                     | Kendor                                                            | Belle Mecene         |                  |
| 母 Lady Vettori 1997 鹿毛                                         | 母の母Lady Golconad 1992 栗毛                                     | Lady Sharp                                                        | Sharpman             | Sharpman         |
| 母 Lady Vettori 1997 鹿毛                                         | 母の母Lady Golconad 1992 栗毛                                     | Lady Sharp                                                        | Golondrina F-No.11-d |                  |

## 参考資料
- “Lope De Vega”.   Ped Net. 2010年6月8日閲覧。
- “Horse Lope De Vega” (英語).   RACING POST.com. 2010年6月8日閲覧。